# Tuolumne County Transit
Tuolumne County Transit (TCT) is een Amerikaans openbaarvervoerbedrijf uit Californië dat Tuolumne County en de stad Sonora bedient. Het agentschap biedt vier vaste buslijnen aan in Tuolumne County. Daarnaast is er een belbus en een toeristische bus in de stijl van een oude tram die op zaterdagen en zondagen in de zomer tussen Sonora, Jamestown en Columbia rijdt. Ten slotte is er in de winter een skibus van Sonora naar het Dodge Ridge-skigebied.
Hoewel een deel van het Yosemite National Park op het grondgebied van Tuolumne County ligt, biedt het agentschap geen bussen aan naar het nationaal park. Er zijn wel bussen van het Yosemite Area Regional Transportation System (YARTS) tussen Sonora, het zuiden van de county en Yosemite. Calaveras Transit, het agentschap van Calaveras County ten noordwesten van Tuolumne, biedt een busdienst aan tussen Columbia (in Tuolumne) en Angels Camp (in Calaveras) en verder.